# Parcelacja Rożniatowska
Parcelacja Rożniatowska – część wsi Rożniatów w Polsce, położona w województwie podkarpackim, w powiecie przeworskim, w gminie Zarzecze. Wchodzi w skład sołectwa Rożniatów.
W latach 1975–1998 Parcelacja Rożniatowska administracyjnie należała do województwa przemyskiego.